# Мересанх III
Мересанх III — царица Древнего Египта, дочь Хетепхерес II и супруга фараона Хафра.

## Общие сведения
Её найденные останки были тщательно обследованы. Анатом пришел к заключению, что Мересанх исполнилось на момент смерти 50-55 лет, её рост составлял 152 см, а зубы были совершенно изношены.
На изображениях она предстает перед нами в самых различных вариациях париков. Там, где она стоит возле своей богоподобной матери, у неё короткая прическа и она одета в похоронную шкуру леопарда, символизирующая обряд похорон.
Место погребения царицы — некрополь Гиза. Содержит строки о дате смерти и дате погребения.
«Дочь царя (принцесса) Мересанх, года раза I — го (счёта скота), месяца I — го (времени года) Безводья, числа 21 — го, умиротворение (совр. религ. „Преставленная“) двойника её, отправление её в чистую (мастерскую) (то есть мастерская, где обрабатывались трупы). Жена царя (царица) Мересанх, года после I — го, месяца II — го (времени года) Выхождения, числа 18 — го, отправление её в гробницу её добрую».
Иными словами, царственная покойница со смерти до дня погребения находилась в течение 372 дней в «чистой» (мастерской) (по егип. wabt).